# Oxynoe
Oxynoe Rafinesque, 1814 è un genere di molluschi gasteropodi marini appartenenti al superordine Sacoglossa.

## Tassonomia
Il genere comprende le seguenti specie:
- Oxynoe aliciae Krug, Berriman & Valdés, 2018
- Oxynoe antillarum Mörch, 1863
- Oxynoe azuropunctata K. R. Jensen, 1980
- Oxynoe benchijigua Ortea, Moro & Espinosa, 1999
- Oxynoe ilani Krug, Berriman & Valdés, 2018
- Oxynoe jacksoni Krug, Berriman & Valdés, 2018
- Oxynoe jordani Krug, Berriman & Valdés, 2018
- Oxynoe kabirensis Hamatani, 1980
- Oxynoe kylei Krug, Berriman & Valdés, 2018
- Oxynoe natalensis E. A. Smith, 1903
- Oxynoe neridae Krug, Berriman & Valdés, 2018
- Oxynoe olivacea Rafinesque, 1814
- Oxynoe pakiki Ortea & Moro, 2020
- Oxynoe struthioe Krug, Berriman & Valdés, 2018
- Oxynoe viridis (Pease, 1861)

Sinonimi
- Oxynoe brachycephala Mörch, 1863 sinonimo di Oxynoe olivacea Rafinesque, 1814
- Oxynoe delicatula G. Nevill & H. Nevill, 1869 sinonimo di Oxynoe viridis (Pease, 1861)
- Oxynoe glabra Couthouy, 1838 sinonimo di Marsenina glabra (Couthouy, 1838)

### Alcune specie

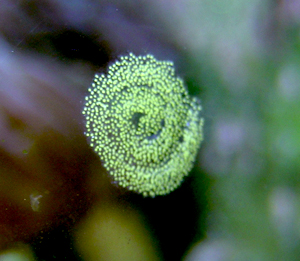
Uova di Oxynoe olivacea
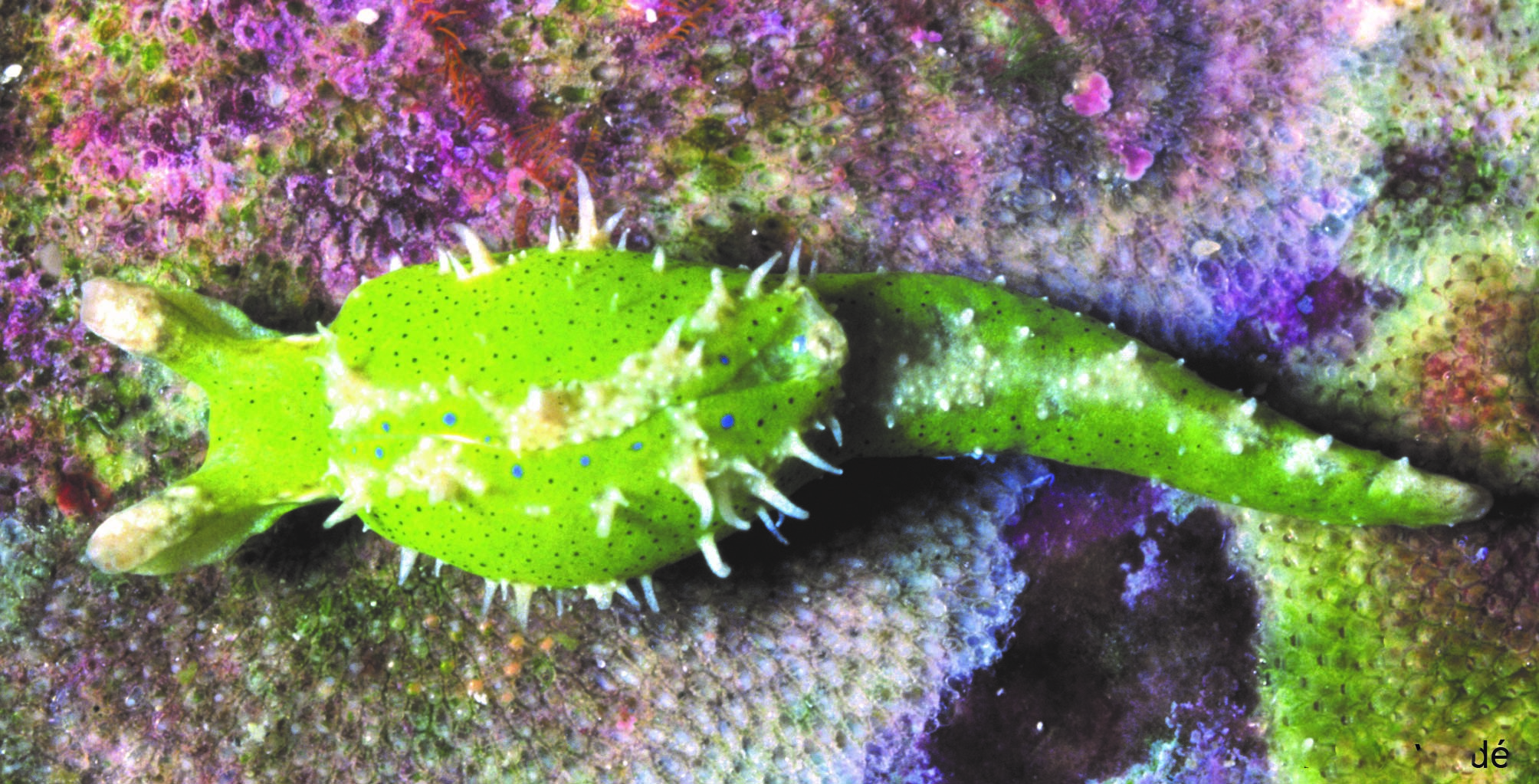
Oxynoe panamensis (nomen dubium)
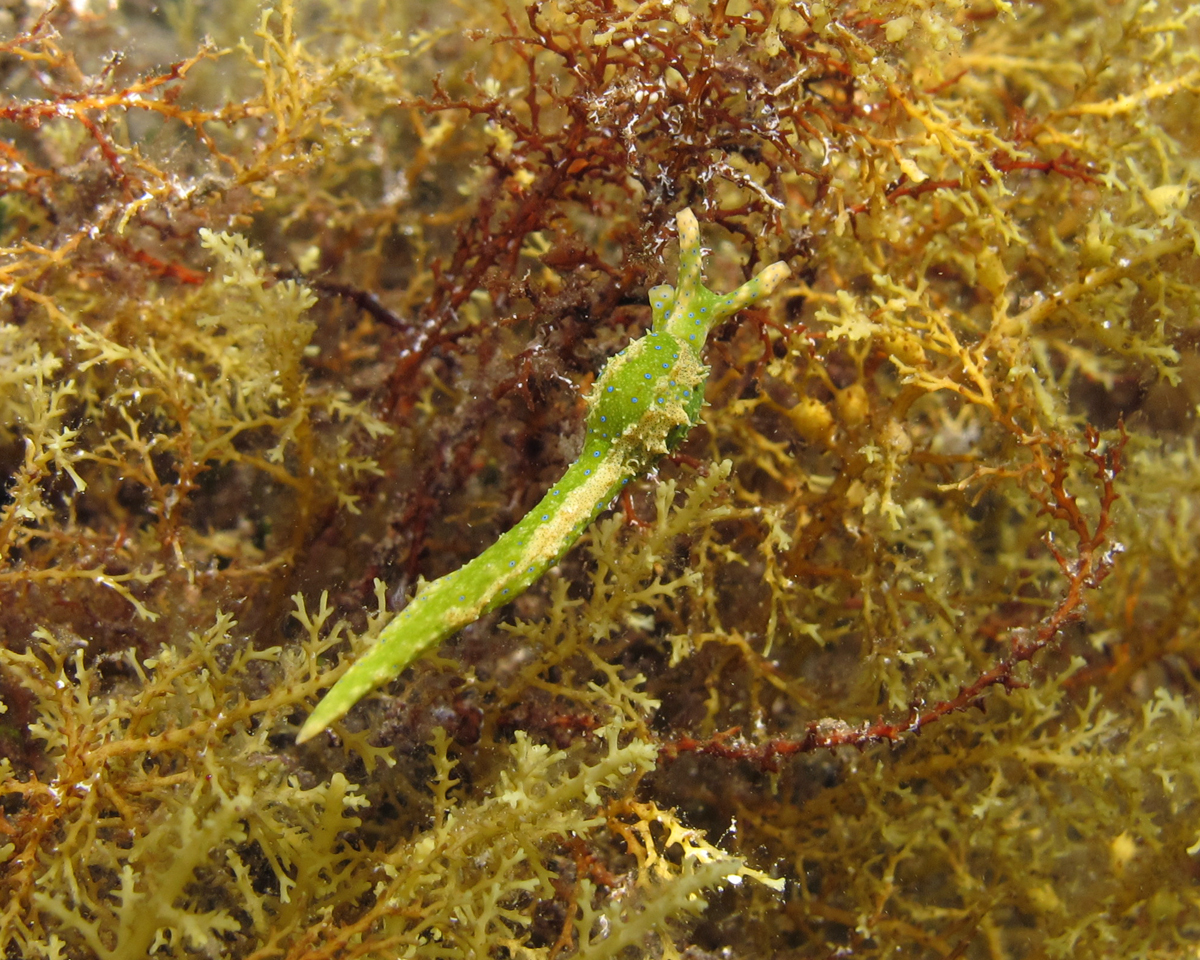
Oxynoe viridis